# Je veux être une lady
Pour plus de détails, voir Fiche technique et Distribution.
Je veux être une lady (Goin' to Town) est un film américain réalisé par Alexander Hall, sorti en 1935.

## Synopsis
Cleo Borden est ancienne reine de la danse, qui vient de gagner beaucoup d'argent. Elle tombera amoureuse d'un Anglais de la haute société malgré leurs différences...

## Fiche technique
- Titre : Je veux être une lady
- Titre original : Goin' to Town
- Réalisation : Alexander Hall
- Scénario : Marion Morgan, George B. Dowell et Mae West
- Photographie : Karl Struss
- Montage : LeRoy Stone
- Pays d'origine :  États-Unis
- Genre : Film musical
- Date de sortie : 
  - États-Unis : 25 avril 1935

## Distribution
- Mae West : Cleo Borden
- Paul Cavanagh : Edward Carrington
- Gilbert Emery : Winslow
- Marjorie Gateson : Mme Crane Brittony
- Ivan Lebedeff : Ivan Valadov
- Fred Kohler : Buck Gonzales
- Grant Withers : Jeune Stud
- Luis Alberni : Señor Vitola
- Mona Rico : Dolores Lopez
- Wade Boteler : Contremaître du ranch
- Paul Harvey : Donovan
- Frank McGlynn Sr. : Juge
- Monroe Owsley : Fletcher Colton
- Jules Cowles : Cow-boy
- Tom London : Cow-boy